# Tiberi Claudi Quirina Menècrates
Tiberi Claudi Quirina Menècrates (en llatí Tiberius Claudius Quirina Menecrates en grec antic Μενεκράτης) va ser un metge que es troba mencionat en una inscripció grega, probablement el mateix que sovint cita Galè. Va viure a la primera meitat del segle i i va ser metge d'alguns emperadors, probablement de Tiberi i Claudi.
Va gaudir de gran reputació i va escriure unes 150 obres mèdiques de les quals només en resten alguns fragments. En observar que algunes de les seves fórmules s'alteraven per les abreviacions errònies, va escriure les fórmules amb les paraules completes, però en les còpies tornaven a aparèixer abreujades i progressivament alterades, segons explica Galè. Celi Aurelià parla d'un metge anomenat Menècrates Zeophletensis (que podria ser equivalent a Menècrates de Zeophleta) i que probablement és el mateix personatge.